# Марко Лівая
Марко Лівая (хорв. Marko Livaja, нар. 26 серпня 1993, Спліт) — хорватський футболіст, нападник клубу «Хайдук» (Спліт).

## Клубна кар'єра
Народився 26 серпня 1993 року в місті Спліт, нині — Хорватія. Вихованець юнацьких команд футбольних клубів «Омладінац» (Враньїч), «Динамо» (Загреб) та «Хайдук» (Спліт).
Влітку 2010 року потрапив до структури італійського «Інтернаціонале» і відразу був відданий на сезон в оренду швейцарському «Лугано», проте за сезон так і не зіграв жодної гри за основну команду і влітку 2011 був відданий в оренду в «Чезену», у складі якої і дебютував в Серії А.
На початку 2012 року повернувся в «Інтернаціонале», де став здебільшого грати за молодіжну команду, подекуди потрапляючи до заявки основної команди.
До складу клубу «Аталанта» приєднався в січні 2013 року в рамках угоди по переходу Есекьеля Скелотто в «Інтер». Наразі встиг відіграти за бергамський клуб 4 матчі в національному чемпіонаті.
15 травня 2014 підписав п'ятирічний контракт з казанським «Рубіном». Рязанський клуб заплатив 6,5 млн євро.

## Виступи за збірні
2008 року дебютував у складі юнацької збірної Хорватії, взяв участь у 42 іграх на юнацькому рівні, відзначившись 20 забитими голами.
З 2012 року залучається до складу молодіжної збірної Хорватії.

## Статистика виступів

### Статистика клубних виступів
Статистика станом на 3 березня 2013 року.
| Сезон                      | Команда                    | Чемпіонат                  | Чемпіонат | Чемпіонат | Національний кубок | Національний кубок | Національний кубок | Континентальні кубки | Континентальні кубки | Континентальні кубки | Інші змагання | Інші змагання | Інші змагання | Усього | Усього |
| Сезон                      | Команда                    | Ліга                       | Ігор      | Голів     | Ліга               | Ігор               | Голів              | Ліга                 | Ігор                 | Голів                | Ліга          | Ігор          | Голів         | Ігор   | Голів  |
| -------------------------- | -------------------------- | -------------------------- | --------- | --------- | ------------------ | ------------------ | ------------------ | -------------------- | -------------------- | -------------------- | ------------- | ------------- | ------------- | ------ | ------ |
| 2010-11                    | «Хайдук» (Спліт)           | 1Л                         | 1         | 0         | КХ                 | 0                  | 0                  | —                    | —                    | —                    | —             | —             | —             | 1      | 0      |
| 2011-12                    | «Чезена»                   | A                          | 3         | 0         | КІ                 | 0                  | 0                  | —                    | —                    | —                    | —             | —             | —             | 3      | 0      |
| 2011-12                    | «Інтернаціонале»           | A                          | 0         | 0         | КІ                 | 0                  | 0                  | ЛЧ                   | 0                    | 0                    | СІ            | —             | —             | 0      | 0      |
| 2012-13                    | «Інтернаціонале»           | A                          | 6         | 0         | КІ                 | 0                  | 0                  | ЛЄ                   | 7                    | 4                    | —             | —             | —             | 13     | 4      |
| Усього за «Інтернаціонале» | Усього за «Інтернаціонале» | Усього за «Інтернаціонале» | 6         | 0         |                    | 0                  | 0                  |                      | 0                    | 4                    |               | —             | —             | 13     | 4      |
| 2012-13                    | «Аталанта»                 | A                          | 3         | 2         | КІ                 | —                  | —                  |                      | —                    | —                    | —             | —             | —             | 3      | 2      |
| Усього за кар'єру          | Усього за кар'єру          | Усього за кар'єру          | 12        | 2         |                    | 0                  | 0                  |                      | 7                    | 4                    |               | —             | —             | 20     | 6      |

### Статистика виступів за збірну
Станом на 29 березня 2022 року
| Дата       | Місто      | Господарі  | Результат | Гості      | Турнір                               | Голи | Примітки |
| ---------- | ---------- | ---------- | --------- | ---------- | ------------------------------------ | ---- | -------- |
| 6-9-2018   | Фару       | Португалія | 1 – 1     | Хорватія   | товариський матч                     | -    | 57'      |
| 11-9-2018  | Ельче      | Іспанія    | 6 – 0     | Хорватія   | Ліга націй УЄФА 2018-2019 - 1-й етап | -    | 71'      |
| 12-10-2018 | Рієка      | Хорватія   | 0 – 0     | Англія     | Ліга націй УЄФА 2018-2019 - 1-й етап | -    | 80'      |
| 15-10-2018 | Рієка      | Хорватія   | 2 – 1     | Йорданія   | товариський матч                     | -    | 64'      |
| 1-9-2021   | Москва     | Росія      | 0 – 0     | Хорватія   | Відбір до ЧС 2022                    | -    | 75'      |
| 4-9-2021   | Братислава | Словаччина | 0 – 1     | Хорватія   | Відбір до ЧС 2022                    | -    | 55'      |
| 7-9-2021   | Спліт      | Хорватія   | 3 – 0     | Словенія   | Відбір до ЧС 2022                    | 1    | 58'      |
| 8-10-2021  | Ларнака    | Кіпр       | 0 – 3     | Хорватія   | Відбір до ЧС 2022                    | 1    | 68'      |
| 11-10-2021 | Осієк      | Хорватія   | 2 – 2     | Словаччина | Відбір до ЧС 2022                    | -    | 67'      |
| 11-11-2021 | Мдіна      | Мальта     | 1 – 7     | Хорватія   | Відбір до ЧС 2022                    | -    | 62'      |
| 14-11-2021 | Спліт      | Хорватія   | 1 – 0     | Росія      | Відбір до ЧС 2022                    | -    | 75' 90'  |
| 26-3-2022  | Ер-Райян   | Хорватія   | 1 – 1     | Словенія   | товариський матч                     | -    | 69'      |
| 29-3-2022  | Ер-Райян   | Хорватія   | 2 – 1     | Болгарія   | товариський матч                     | -    | 60'      |
| Усього     |            | Матчів     | 13        |            | Голів                                | 2    |          |

## Титули і досягнення

### Командні
- Володар Кубка Хорватії (3):

«Хайдук» (Спліт): 2009-10, 2021-22, 2022-23
- Чемпіон Греції (1):

АЕК: 2017-18
- Бронзовий призер чемпіонату світу: 2022

### Особисті
- Найкращий бомбардир Чемпіонату Хорватії: 2021/22 (28), 2022/23 (19), 2024/25 (19)